# Tagma (Anatomie)

Tagmata eines Trilobiten: Kopfschild (Cephalon), Thorax und Pygidium

Tagmata (Einzahl Tagma, altgriechisch τάγμα tagma, Plural τάγματα tagmata) sind Körperabschnitte bei Tieren mit segmentiertem Körperbau, die aus mehreren gleichartig entwickelten oder verschmolzenen Segmenten bestehen und meist eine funktionelle Einheit bilden. Die Entstehung funktionell differenzierter Körperabschnitte (Tagmata) durch Spezialisierung von Segmentgruppen, d. h. bei heteronomer Segmentierung, wird Tagmatisierung genannt. Das erste Tagma besteht bei Gliederfüßern (Arthropoden) immer aus verschmolzenen Segmenten und wird abhängig von seiner Funktion als Kopf (Caput), Cephalon, Prosoma oder Cephalothorax bezeichnet. Der folgende Rumpf kann gleichförmig segmentiert sein, ist aber meist in zwei unterscheidbare Tagmata gegliedert. Bei Insekten ist der Körper zum Beispiel in die Tagmata „Kopf“ (Caput: Acron + sechs Segmente), „Brust“ (Thorax: drei Segmente) und „Hinterleib“ (Abdomen: elf oder weniger Segmente + Telson) gegliedert.